# Église paroissiale Saint-Étienne d'Országút
L'église paroissiale Saint-Étienne d'Országút (en hongrois : Országúti Szent István Első Vértanú Plébániatemplom) est une église catholique romaine franciscain de Budapest située dans le quartier d'Országút.